# 구메지마정
구메지마정(일본어: 久米島町)은 일본 오키나와현 시마지리군의 정이다. 오키나와현에서 5번째로 큰 섬인 구메섬 및 그 주변에 있는 오지마섬, 오하섬, 도리시마섬과 오키나와현 최북단 섬인 이오토리섬을 포함한다.
사탕수수 농업과 다이빙 장소로 유명해 관광 산업이 번성하고 해양 심층수를 이용한 보양 시설 건설, 식품 개발 등을 진행하고 있다. 2005년부터 구메지마 정영 나카자토 야구장이 일본 프로 야구 팀인 도호쿠 라쿠텐 골든이글스의 캠프지가 되었다.

## 지리

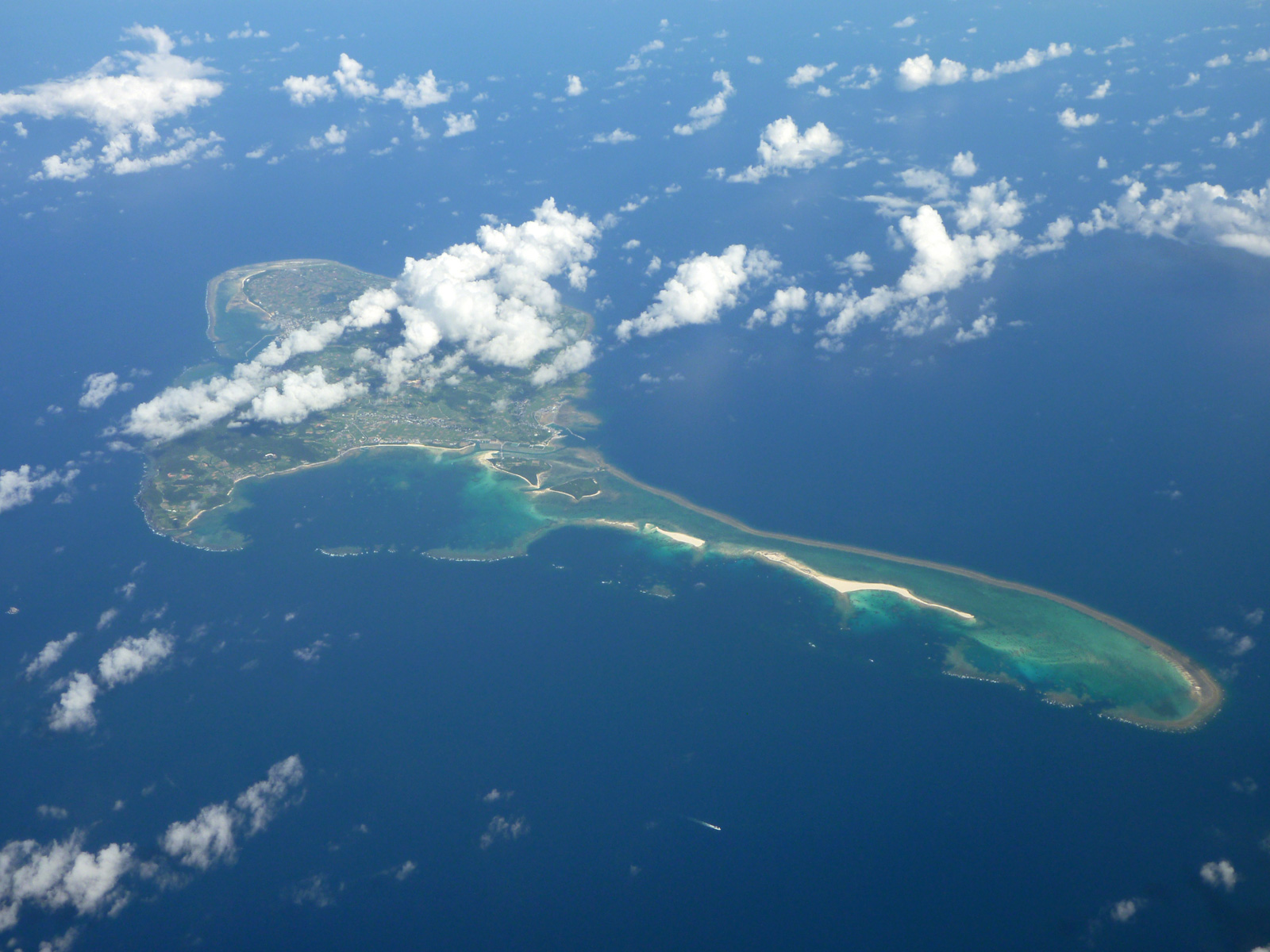
구메섬

오키나와섬 서쪽에 있다. 구메섬을 중심으로 오지마섬, 오하섬, "도리시마 사격장"이 있는 도리시마섬 등 작은 섬과 이오토리섬을 행정구역으로 한다.
섬의 북쪽으로 우에구스쿠 산계, 남쪽으로 아라 산계가 늘어선다. 수계는 풍부하고 우에구스쿠 산계에 수원이 있는 시라세강 등이 있다.

## 역사
구메지마가 최초로 문헌에 나타나는 것은 속일본기로 714년에 구메인이 일본에 왔다고 한다. 그리고 1264년에 추잔(중산)에 입공을 했다고 기록되어 있다.
2002년 4월 1일에 구시카와촌과 나카자토촌이 합병해 구메지마정이 탄생하였다.

## 경제
주요 산업은 관광업과 농업이다. 관광업은 하테의 바닷가 등으로 대표되는 아름다운 해안과 산호초 바다로의 다이빙 등이 눈길을 끌고 있어 외부 관광객이 많이 방문하고 있다. 관광객 전용인 사이프러스 리조트 구메지마, 리조트 호텔 구메 아일랜드 등 숙박시설도 많이 있다.
농업은 주로 사탕수수·육우·국화 재배가 중심이다. 예전에는 논이 펼쳐진 쌀 산지였지만 미국 통치하에서 사탕수수 재배 장려책과 일본 반환 후의 경작 면적 감소로 현재는 대부분 재배되지 않게 되었다.
구메지마는 물이 좋아서 아와모리(쌀을 이용해 만든 소주)의 생산이 활발하다. 또 근래에는 해양 심층수를 이용한 산업 진흥을 하고 있어 2000년에는 오키나와현의 해양 심층수 연구소가 설치되었고 2004년에는 해양 심층수를 이용한 온천 요양 시설, 바데 하우스 구메지마가 개장했다. 또 해양 심층수를 이용해 만들어진 소금이나 해양 심층수를 이용한 식품 등의 개발도 활발하다.

## 교통

### 공항
- 구메지마 공항

## 기후
| Kumejima의 기후          | Kumejima의 기후 | Kumejima의 기후 | Kumejima의 기후 | Kumejima의 기후 | Kumejima의 기후 | Kumejima의 기후 | Kumejima의 기후 | Kumejima의 기후 | Kumejima의 기후 | Kumejima의 기후 | Kumejima의 기후 | Kumejima의 기후 | Kumejima의 기후 |
| 월                       | 1월             | 2월             | 3월             | 4월             | 5월             | 6월             | 7월             | 8월             | 9월             | 10월            | 11월            | 12월            | 연간            |
| ------------------------ | --------------- | --------------- | --------------- | --------------- | --------------- | --------------- | --------------- | --------------- | --------------- | --------------- | --------------- | --------------- | --------------- |
| 일평균 최고 기온 °C (°F) | 19.2 (66.6)     | 19.6 (67.3)     | 21.6 (70.9)     | 24.1 (75.4)     | 26.7 (80.1)     | 29.3 (84.7)     | 31.7 (89.1)     | 31.5 (88.7)     | 30.2 (86.4)     | 27.6 (81.7)     | 24.4 (75.9)     | 21.0 (69.8)     | 25.6 (78.1)     |
| 일일 평균 기온 °C (°F)   | 16.7 (62.1)     | 17.0 (62.6)     | 18.8 (65.8)     | 21.4 (70.5)     | 24.0 (75.2)     | 26.8 (80.2)     | 28.8 (83.8)     | 28.6 (83.5)     | 27.4 (81.3)     | 25.0 (77.0)     | 22.1 (71.8)     | 18.6 (65.5)     | 22.9 (73.3)     |
| 일평균 최저 기온 °C (°F) | 14.1 (57.4)     | 14.5 (58.1)     | 16.2 (61.2)     | 18.9 (66.0)     | 21.6 (70.9)     | 24.7 (76.5)     | 26.5 (79.7)     | 26.1 (79.0)     | 24.9 (76.8)     | 22.8 (73.0)     | 19.8 (67.6)     | 16.1 (61.0)     | 20.5 (68.9)     |
| 평균 강수량 mm (인치)    | 139.0 (5.47)    | 144.7 (5.70)    | 202.4 (7.97)    | 195.1 (7.68)    | 265.0 (10.43)   | 263.9 (10.39)   | 119.0 (4.69)    | 182.1 (7.17)    | 217.9 (8.58)    | 138.3 (5.44)    | 122.5 (4.82)    | 121.8 (4.80)    | 2,111.7 (83.14) |
| 평균 상대 습도 (%)       | 68              | 70              | 74              | 76              | 79              | 84              | 80              | 80              | 78              | 72              | 69              | 66              | 75              |
| 평균 월간 일조시간       | 78.4            | 77.4            | 100.7           | 120.9           | 142.6           | 163.2           | 255.4           | 236.1           | 204.0           | 167.1           | 111.7           | 100.4           | 1,757.9         |
| 출처: JMA (1981-2010)    |                 |                 |                 |                 |                 |                 |                 |                 |                 |                 |                 |                 |                 |